# マリー・ド・ブルゴーニュ

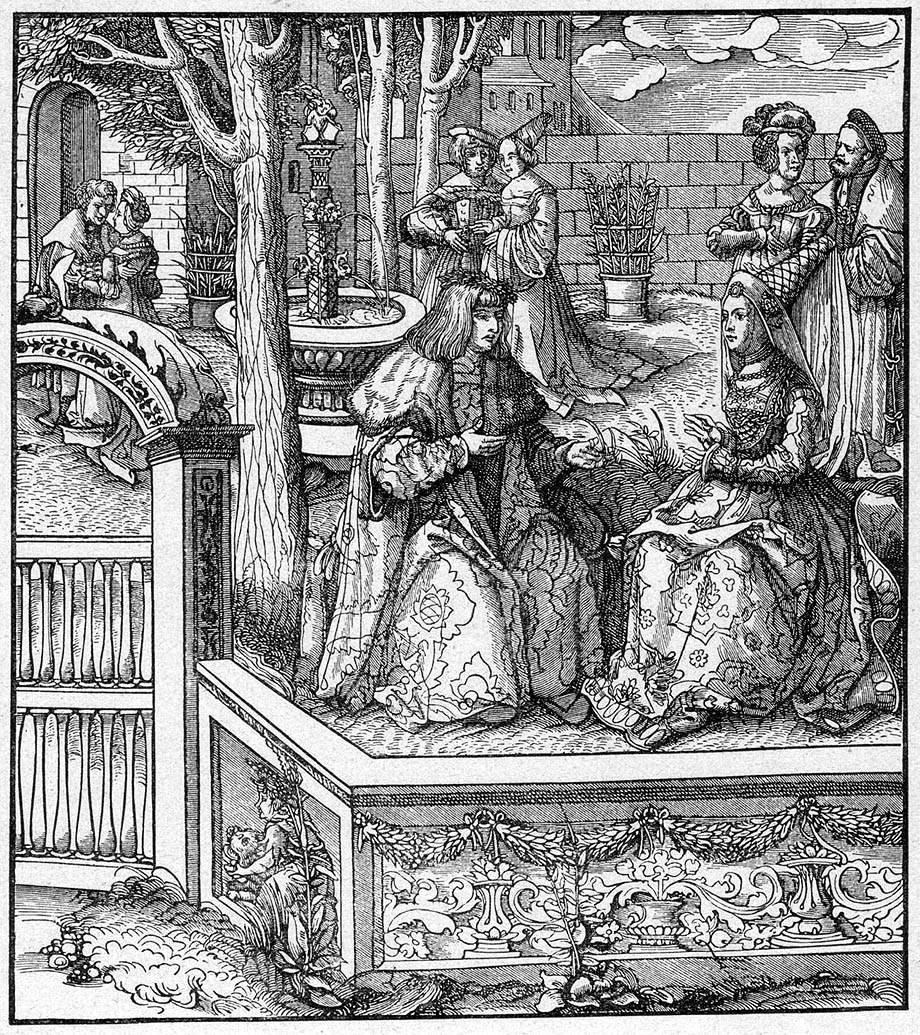
庭園で語らうマクシミリアンとマリー

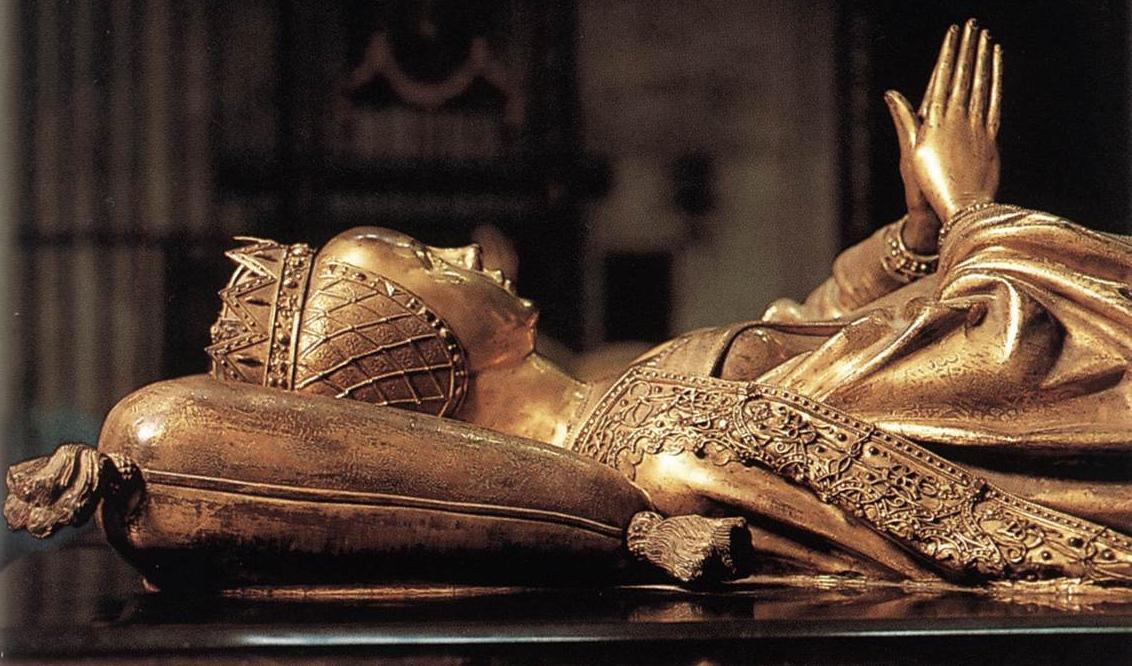
聖母教会のマリーの墓

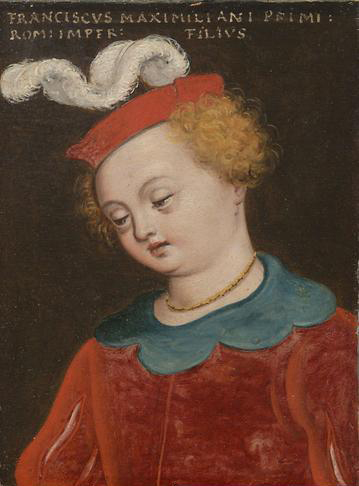
次男フランソワ

マリー・ド・ブルゴーニュ（Marie de Bourgogne, 1457年2月13日 - 1482年3月27日）は、ヴァロワ＝ブルゴーニュ家のブルゴーニュ公国最後の君主、（名目上の）ブルゴーニュ女公（在位：1477年 - 1482年）。後の神聖ローマ皇帝であるハプスブルク家のマクシミリアン1世の妻。領民たちからは「美しき姫君」「我らのお姫さま」と慕われていたという。富貴公（the rich）とも呼ばれた。

## 生涯
シャルル突進公と、その2番目の妻であるブルボン公シャルル1世の娘イザベル・ド・ブルボンの間に生まれる。シャルルの唯一の子であり、ヨーロッパ随一の経済力と成熟した文化を誇っていたブルゴーニュ公国の唯一の後継者として恵まれた少女時代を送った。生母とは早くに死別したが、義母マーガレット・オブ・ヨークとの仲は極めて良好で、愛情を込めて養育された。しかし1477年、父シャルルがナンシーの戦いで陣没し、ブルゴーニュ公国内では内乱が勃発した。
フランスの侵攻によってブルゴーニュ公爵領とブルゴーニュ伯領を失い、またネーデルラント・フランドルでも同時に貴族がこの機会に権利の拡大を画策し始め、フランス王ルイ11世と組んだ貴族や大商人たちが、都市の自治の承認とフランス王太子シャルル（後のシャルル8世）との結婚をマリーに迫った。マリーはこれを拒否して孤立し、幽閉同然の暮らしに追いやられた。1477年2月、大特許状という文書に署名させられ、ブルゴーニュ領ネーデルラントに大幅な特権を与えた。義母マルグリットの助言を得たマリーは、父の定めた婚約者マクシミリアンに結婚（＝救援）を要請し、こうして1477年8月19日、ガンの聖バボ教会で挙式した。
政略結婚ではあったものの、マクシミリアンとは共に狩りに出かけるなど非常に仲睦まじい夫婦であったという。フィリップとマルグリットの2子（次男フランソワは夭折）に恵まれるが、第4子を懐妊中の1482年3月、落馬事故で流産した上に大怪我を負い、それが原因で3週間後に死去する。
その際、「フィリップとマルグリット2人を公国の相続人に指定し、嫡男フィリップが15歳に達するまで夫マクシミリアンをその後見人とする」という遺言状を書き、家臣へ夫マクシミリアンに仕えるように言い残すが、彼女の意志は守られずブルゴーニュ公国は再び内乱の渦に巻き込まれた。
遺体はブリュージュの聖母教会に埋葬され、後にマクシミリアンが崩御した折、その心臓もマリーの墓に共に埋葬された。

## 称号
- ブルゴーニュ女公
- ブルゴーニュ女伯
- ブラバント女公
- リンブルク女公
- ルクセンブルク女公
- フランドル女伯
- エノー女伯
- ホラント女伯

## 系譜
| マリー | 父: シャルル（突進公） | 祖父: フィリップ（善良公） | 曽祖父: ジャン（無怖公）[1]               |
| マリー | 父: シャルル（突進公） | 祖父: フィリップ（善良公） | 曽祖母: マルグリット（バイエルン公女）[2] |
| マリー | 父: シャルル（突進公） | 祖母: イザベル[3]          | 曽祖父: ジョアン1世 (ポルトガル王)        |
| マリー | 父: シャルル（突進公） | 祖母: イザベル[3]          | 曽祖母: フィリパ                          |
| マリー | 母: イザベル           | 祖父: シャルル1世          | 曽祖父: ジャン1世 (ブルボン公)            |
| マリー | 母: イザベル           | 祖父: シャルル1世          | 曽祖母: マリー（オーヴェルニュ女公）      |
| マリー | 母: イザベル           | 祖母: アニェス             | 曽祖父: ジャン（無怖公）[1]               |
| マリー | 母: イザベル           | 祖母: アニェス             | 曽祖母: マルグリット（バイエルン公女）[2] |

[1][2]の結婚は、カンブレー二重結婚のうちの一組（もう一方は[1]の妹と[2]の弟）で、ブルゴーニュ公国拡張の根拠となった。
[3]の兄にポルトガル王ドゥアルテ1世、エンリケ航海王子がいる。

## 人物
- 絶世の美女としても知られる。
- この時代の女性にしては珍しく運動好き。狩りや乗馬・スケートを好んだという。しかしその乗馬好きが、文字通りの命取りとなった。

## 関連商品
- デュシェス・ド・ブルゴーニュ（デシェス・ド・ブルゴーニュ、ドゥシェス・ド・ブルゴーニュとも：Duchesse de Bourgogne）…ベルギービール。フランス語で「ブルゴーニュ女公」の名を持つ。赤褐色で、甘みと軽い酸味がありさわやかな味わい。ラベルにマリーの肖像が印刷されている